# Mula
Mula – gmina w Hiszpanii, w prowincji Murcja, w Murcji, o powierzchni 634,06 km². W 2011 roku gmina liczyła 16 968 mieszkańców.